# Furcifer belalandaensis
Furcifer belalandaensis är en ödleart som beskrevs av Brygoo och Domergue 1970. Furcifer belalandaensis ingår i släktet Furcifer och familjen kameleonter. IUCN kategoriserar arten globalt som akut hotad. Inga underarter finns listade i Catalogue of Life.
Arten förekommer på sydvästra Madagaskar. Honor lägger ägg.